# Память об Иване Мазепе

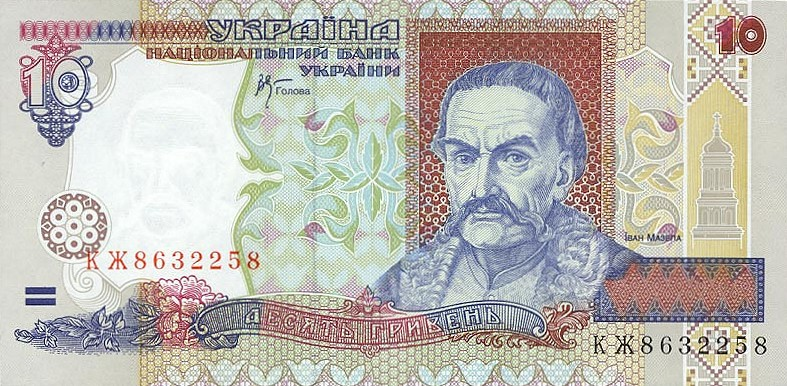
Украинская купюра 10 гривен 1995 года

Памятник Мазепе в селе Мазепинцах Киевской области

После обретения Украиной независимости Президенты Украины, правительство и Верховная Рада Украины предпринимают ряд действий, направленных на популяризацию гетмана Ивана Мазепы как символа независимости от России, который, якобы, пытался освободить Украину из-под гнёта Московского царства (официально в то время — Русское царство, c 1721 года Российская империя), хотя 19 лет своего гетманства служил Русскому царству, извлекал из этого личную выгоду, и только в последний год жизни перешёл на сторону Швеции.
В настоящее время на Украине в честь Мазепы названы улицы, установлены памятники, учреждены государственные награды и премии, его портрет изображён на украинской банкноте номиналом в 10 гривен. Места памяти о Мазепе находятся, в основном, на территории современной Украины, есть также в некоторых регионах США, Австрии, Румынии и Молдове.

## Государственная награда Украины
Крест Ивана Мазепы (укр. Хрест Івана Мазепи) — государственная награда Украины — знак отличия Президента Украины. Учреждён Указом Президента Украины Виктора Ющенко от 26 марта 2009 года № 189/2009 «О награде Президента Украины — Крест Ивана Мазепы».
Крестом могут быть награждены граждане Украины и других государств:
- за значительный вклад в возрождение национальной художественной культуры, духовности, архитектуры, военно-исторического наследия;
- за заслуги в государственной, дипломатической, гуманистической, научной, просветительской и благотворительной деятельности.

## Государственные мероприятия на Украине, связанные с гетманом Мазепой
25 декабря 2008 года Верховная Рада Украины приняла решение о праздновании дня рождения гетмана Мазепы в 2009 году на государственном уровне. Празднование дня рождения Ивана Мазепы, 20 марта 2009 года, началось с торжественного богослужения в храме Святителя Николая Чудотворца в селе Мазепинцах, которое провёл патриарх Киевский и всей Руси — Украины Филарет (УПЦ (КП)). В торжественном богослужении приняли участие Президент Украины Виктор Ющенко, народные депутаты Украины, представители органов власти, общественности и казачества.
В этот же день в Киеве Президент Украины Виктор Ющенко принял участие в церемонии открытия памятного камня, посвященного гетману Мазепе, на месте, где находился Николаевский военный собор, построенный по инициативе и на деньги гетмана. Храм был уничтожен в 1930-х годах коммунистическим режимом. На этом мероприятии присутствовали Патриарх Киевский и всей Руси — Украины Филарет, министр обороны Юрий Ехануров, председатель Киевской облгосадминистрации Вера Ульянченко, секретарь Киевсовета Олесь Довгий, представители общественности.
2 апреля 2008 года Кабинет министров Украины своим распоряжением утвердил план мероприятий по подготовке к ознаменованию 300-летия событий, связанных с военно-политическим выступлением гетмана Мазепы и подписанием украинско-шведского союза. Планом предусмотрено провести широкомасштабные мероприятия по увековечиванию памяти гетмана Мазепы и провести мероприятия, связанные с 300-летием взятия Батурина.

## Памятники
Памятники гетману Мазепе установлены в Киеве, в Чернигове, в селе Мазепинцы Киевской области, в селе Дегтярёвке Черниговской области, в посёлке Коломак Харьковской области, в Батурине, в Галаце (Румыния), в культурно-информационном центре «Украинский дом» посольства Украины в Австрии, расположенном в городке Перхтольдсдорф к югу от Вены (Австрия), и Кергонксоне (англ. Kerhonkson, NY) (США).
В 2007 году президент Украины Виктор Ющенко подписал указ, которым предусмотрено установить памятник гетману Мазепе на поле Полтавской битвы, рядом с памятником Петру І.
22 августа 2008 года Полтавский городской совет принял решение установить памятник гетману Мазепе на Соборной площади в центре города. 7 мая 2016 года памятник был открыт президентом Украины Петром Порошенко.
В 2008 году Киевская городская государственная администрации приняла решение установить памятник гетману Мазепе на площади Славы в Киеве. Монумент будет установлен на месте, где до 1934 года стоял Николаевский военный собор, построенный средствами Ивана Мазепы, и проходит улица Ивана Мазепы.
В городе Острогожске Воронежской области в 1997 году, к 345-летию города, по инициативе Острогожского художественно-исторического музея на бюджетные деньги был поставлен памятник встрече Петра I и Ивана Мазепы после второго Азовского похода. В конце августа 2023 года на фоне российского вторжения на Украину не состоявший на балансе и не имевший документации памятник был снесён по доносу регионального издания «Блокнот» и воронежского активиста Вадима Цуканова.

## Населённые пункты
Иван Мазепа основал и назвал в свою честь сёла Мазеповка, Ивановское и Степановка в Рыльском районе Курской области. В Рыльском уезде им также основаны сёла и слободы Амонь, Вышние Деревеньки, Уруса, Ольховка, Куреньки, Дроновка, Жилина, Гузомоя, Избица, Софроново, Коренево, Снагость и другие.
Ни одно из этих сёл официально не является памятником или местом памяти.
В селе Ивановское сохранилось архитектурное сооружение XVIII века — палаты гетмана Мазепы. В непосредственной близости к ним находится дворцово-парковый ансамбль XIX века «Марьино», в помещении которого расположен музей. Часть экспонатов данного музея посвящена основателю села — Мазепе.
В Киевской области находится родовое село гетмана — Мазепинцы.
В США в честь гетмана был назван город Мазеппа в штате Миннесота.
В ЮАР в честь гетмана был назван город Мазепа-Бей в Восточно-Капской провинции.

## Улицы
За годы независимости в ряде областных и районных центрах Украины улицы были названы в честь гетмана Мазепы, в том числе и в столице Украины: Киев (Улица Ивана Мазепы), Бровары, Харьков, Львов, Корсунь-Шевченковский, Ровно, Ивано-Франковск, Тернополь, Луцк, Вышгород, Переяслав, Коломыя, Трускавец, Дрогобыч, Здолбунов, Самбор, Борщёв, Ромны, Борисполь, Боярка, Житомир, Борислав, Умань, Болехов и др.

## Другое
- Портрет Мазепы изображён на банкноте Украины номинала 10 гривен, начиная с выпуска 1992 года[22].
- В честь гетмана назван корвет «Гетман Иван Мазепа», спущенный на воду 2 октября 2022 года в Стамбуле по заказу ВМС Украины.
- В 2024 году сразу после победы украинского боксёра Александра Усика на поединке против Тайсона Фьюри победитель в память о гетмане Мазепы демонстративно поднял над головой «саблю Мазепы»[23].